# ジャック・エスクラサン
ジャック・エスクラサン（Jacques Esclassan、1948年9月3日 - ）は、フランス、カストル出身の元自転車競技（ロードレース）選手。

## 来歴
プロの現役時代である1972年から1979年まで、一貫してプジョーに在籍。1977年のツール・ド・フランスでポイント賞を獲得した。
1972年
- パリ〜トロワイエ 優勝

1973年
- ブエルタ・ア・エスパーニャ 区間1勝(第9b）
- パリ〜ニース 区間1勝(第2)

1974年
- エトワール・ド・ベセージュ 総合優勝

1975年
- クリテリウム・アンテルナシオナル 総合優勝
- ツール・ド・フランス 区間1勝(第4)

1976年
- ツール・ド・フランス 区間1勝(第8)
- パリ〜ニース 区間1勝(第1)

1977年
- ツール・ド・フランス
  -  ポイント賞
  - 区間1勝(第5)
- ルート・デュ・スュド 初代総合優勝者

1978年
- ツール・ド・フランス 区間2勝(第2、12b)
- ドーフィネ・リベレ 区間1勝（第2b）